# La Moille
La Moille és una població dels Estats Units a l'estat d'Illinois. Segons el cens del 2000 tenia 773 habitants.

## Demografia
Segons el cens del 2000, La Moille tenia 773 habitants, 305 habitatges, i 215 famílies. La densitat de població era de 246,7 habitants/km².
Dels 305 habitatges en un 36,1% hi vivien nens de menys de 18 anys, en un 57,7% hi vivien parelles casades, en un 8,9% dones solteres, i en un 29,5% no eren unitats familiars. En el 26,6% dels habitatges hi vivien persones soles el 12,1% de les quals corresponia a persones de 65 anys o més que vivien soles. El nombre mitjà de persones vivint en cada habitatge era de 2,53 i el nombre mitjà de persones que vivien en cada família era de 3,08.
Per edats la població es repartia de la següent manera: un 29% tenia menys de 18 anys, un 7,4% entre 18 i 24, un 28,8% entre 25 i 44, un 20,8% de 45 a 60 i un 14% 65 anys o més.
L'edat mediana era de 35 anys. Per cada 100 dones de 18 o més anys hi havia 94 homes.
La renda mediana per habitatge era de 37.212 $ i la renda mediana per família de 46.563 $. Els homes tenien una renda mediana de 32.083 $ mentre que les dones 21.944 $. La renda per capita de la població era de 17.008 $. Aproximadament el 4,4% de les famílies i el 6,5% de la població estaven per davall del llindar de pobresa.

## Poblacions més properes
El següent diagrama mostra les poblacions més properes.